# Skopas

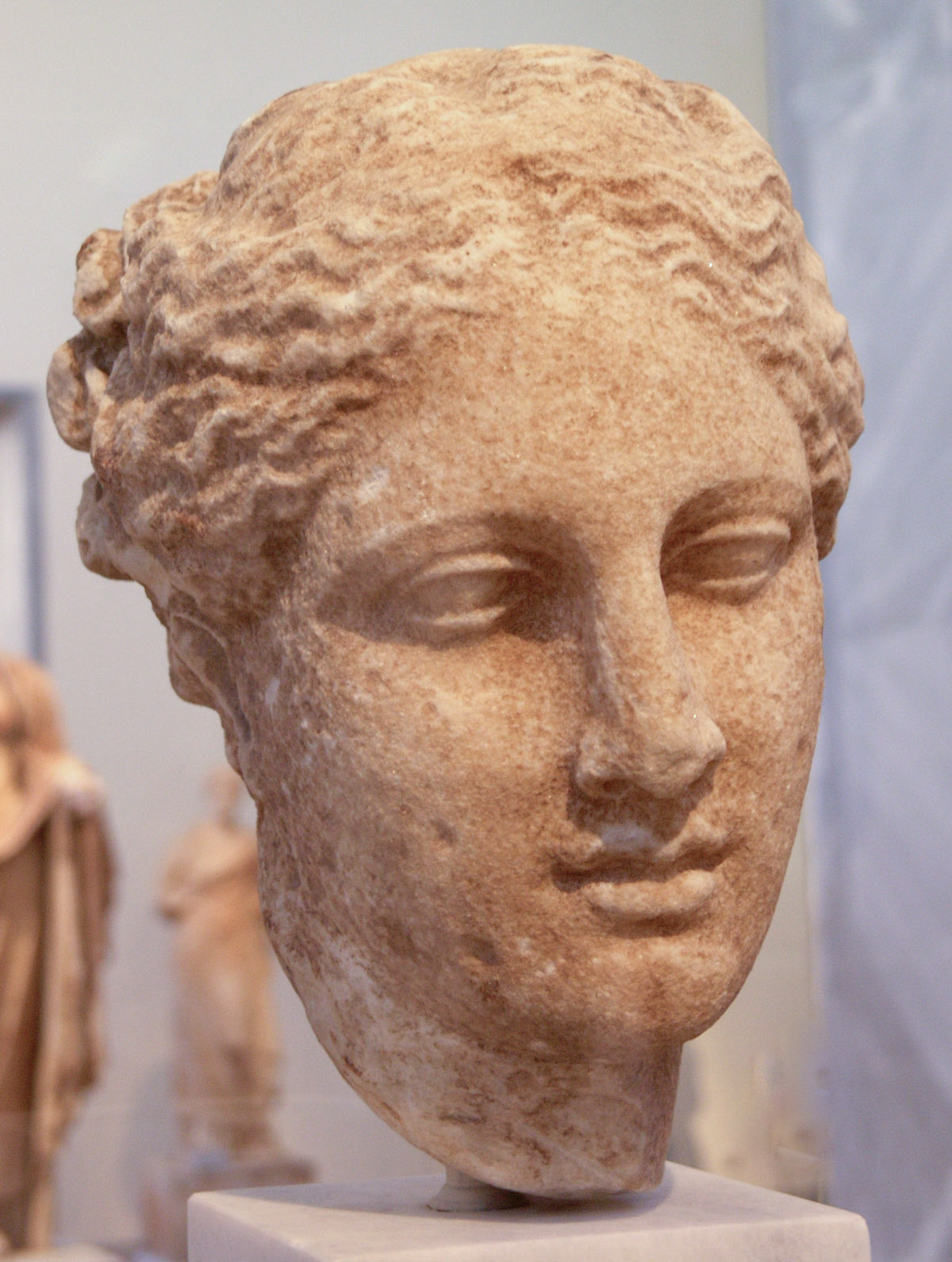
Kopf der Göttin Hygieia im Archäologischen Nationalmuseum Athen, Skopas zugeschriebenes spätklassisches Original, datiert ins dritte Viertel des 4. Jahrhunderts v. Chr.

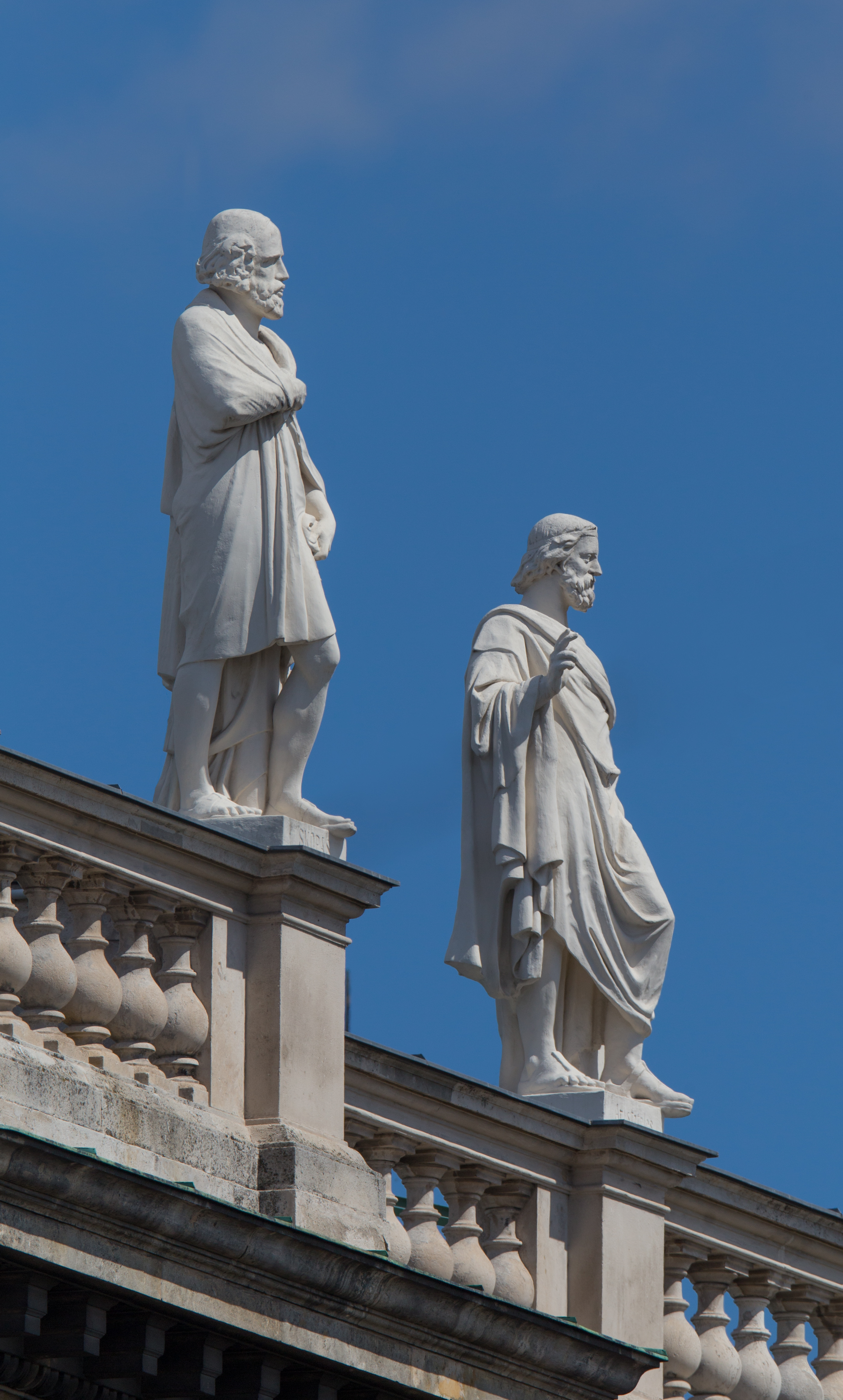
Skopas (links) und Aristoteles, Dachfiguren, Kunsthistorisches Museum, Wien

Skopas (altgriechisch Σκόπας Skópas, * um 420 v. Chr. in Paros; † um 330 v. Chr.) war ein griechischer Bildhauer.
Der neben Praxiteles und Lysipp wohl bekannteste Bildhauer des 4. Jahrhunderts v. Chr. wirkte besonders am Relieffries des Mausoleums von Halikarnassos mit (gemeinsam mit Bryaxis, Leochares und Timotheos, etwa um 350 v. Chr.). Auch leitete er den Neubau des Athene-Tempels von Tegea. Skopas steht künstlerisch ähnlich wie Lysipp in der Nachfolge des Polyklet. Charakteristisch für Skopas’ Figuren sind die nahezu quadratischen Köpfe mit tiefliegenden Augen, geschwungenen Brauen und leicht geöffnetem Mund. Arbeiten von Skopas sind im Britischen Museum in London (Relieffries) und im Archäologischen Nationalmuseum in Athen zu sehen.